# 小田急60000型電聯車
小田急60000型電聯車（日语：／ Odakyū 60000-gata densha */?）是小田急電鐵特急型電聯車（浪漫特快）。暱稱「MSE（Multi Super Express）」。
於2008年（平成20年）3月15日開始投入商業運行。
獲得過第10屆布魯內爾獎（車輛部門奨励賞）、最佳設計獎及2009年藍絲帶獎
。

## 概要
這款電聯車是日本首款在地下鐵運行的特急用車輛。
小田急於2005年（平成17年）5月17日發表將於地下鐵開行羅曼史號、2006年（平成18年）9月20日發表將製造該車輛的新聞。
車輛設計由設計過50000型「VSE」的岡部憲明擔任。2007年（平成19年），日本車輛製造生產了2列20M級獨立轉向架6輛車廂的列車（能載352人）和1列4輛車廂的列車（能載226人），共計3列16輛車廂。小田急羅曼史號第一次使用獨立轉向架是在1996年（平成8年）登場的30000形「EXE」。整列車的製造費約38億日元。
2009年（平成21年）度生產了1列6輛車廂的列車。2011年（平成23年）度預計將生產1列6輛車廂和1列4輛車廂的列車。

## 特點

### 車體
車體為鋁合金製雙皮層構造。車体的鋁合金型材大致與50000型「VSE」共通，但車體寬度和高度略有不同。
車体塗装的底色為藍色，車窗下塗有小田急羅曼史號的象徵色橙色。
6車廂編成、開往新宿・北千住的列車和4車廂編成、開往小田原的列車其車頭可與列車進行拆分及合併。從車外看，車頭左上有彩色LED方向幕。而不進去拆分、合併一側的車頭則設計為流線型。從車外看，其前方左側有緊急逃生門。右側中央有方向幕。側面設有彩色LED方向幕。
空調設於列車頂，為集約分散式，設有2台。1台功率為23.26kW (20000kcal/h)。除了可進行製冷和除濕之外，冬季也可進行制熱。
為了使車廂頂部具有一體感，在沒有空調的部分也設有外罩。設有駕駛席的車廂則在外罩內設有列車無線裝置的天線。

### 車廂配置
- 全列10輛車廂編組時，全車可容納578人乘坐（6車廂352人+4車廂226人）。
- 座席區全席禁煙。
- 在東京地下鐵內運行時，只有號碼為粗體及綠色的車廂（1・4・5・7・8・9号車）可上下車。
- 考慮到該車型與30000形EXE共通運用，車內設置除了輪椅空間之外，幾乎與30000型EXE相同。

| 車廂號 | 客席                               | 其他設備                                         |
| ------ | ---------------------------------- | ------------------------------------------------ |
| 1      | 一般席（56席）                     | 乘務員室                                         |
| 2      | 一般席（60席）                     | 洗手間・洗手池                                   |
| 3      | 一般席（56席）                     | 車內購物處・自動售貨機・自動體外心臟去顫器 (AED) |
| 4      | 一般席（68席）                     |                                                  |
| 5      | 一般席（52席） 其中2席為殘疾人座席 | 輪椅空間・性別友善洗手間・洗手池                 |
| 6      | 一般席（60席）                     | 乘務員室                                         |
| 7      | 一般席（60席）                     | 乘務員室                                         |
| 8      | 一般席（54席） 其中2席為殘疾人座席 | 輪椅空間・性別友善洗手間・洗手池                 |
| 9      | 一般席（56席）                     | 車內售貨處・自動售貨機・自動體外心臟去顫器 (AED) |
| 10     | 一般席（56席）                     | 乘務員室                                         |

客室內装是看上去有木質感覺的化妝版，地面舖有紅色地毯。座席有製造50000形「VSE」座席的岡村製作所製造。前後間隔983mm。較30000形「EXE」的1,000mm、50000形「VSE」的1,050mm窄，也因而腳下空間較大。
椅子後方的桌子的形狀是一点支点式的小三角形，需要抽出才能使用。因此雖然可放置飲料，但無法放置電腦和較大的便當。此外，可在桌子抽出的狀態下，對座椅進行旋轉。這是因為為達到可在地下鐵內運行的要求，60000型沒有使用50000型所使用的經過不燃加工的木材。例如桌子都是採鋁合金製。車內高度也從50000型的2,550mm略降為2,345mm。
於10輛編成時，洗手間設於2・5・8号車。洗手間內有男女共用座便器、女性用座便器、男性小便器。5・8号車的洗手間設有輪椅空間。
3・9号車除了設有車内銷售處之外，還在日本的鐵道列車中，首次設置了自動體外心臟去顫器 (AED) 。以60000型為開始，其他羅曼史號也開始設置AED。2008年10月22日，所有羅曼史號均已設置AED。
此外，車內銷售只在列車用於「Metro箱根」運行時才會實施。
60253F在地面和洗手間前通道裝有監視攝像頭。因此也設有「監控錄像運行中」的警示標誌。

### 車輛編成
|          | ←箱根湯本・藤澤・御殿場方向新宿・北千住方向→ |               |               |               |               |                |
| 車号     | 1                                            | 2             | 3             | 4             | 5             | 6              |
| 形式     | クハ60050 Tc                                 | デハ60000 M   | デハ60000 M   | デハ60000 M   | デハ60000 M   | クハ60050 Tc   |
| 区分     | 60550 (Tc2)                                  | 60500 (M4)    | 60400 (M3)    | 60300 (M2')   | 60200 (M1')   | 60250 (Tc1')   |
| 車輛番号 | 60551 ∥ 60554                                | 60501 ∥ 60504 | 60451 ∥ 60454 | 60351 ∥ 60354 | 60201 ∥ 60204 | 60251' ∥ 60254 |
| 搭載機器 | CP,ATC,ATS                                   | VVVF,PT       | SIV,PT        | VVVF          | CP            | ATC,ATS        |
| 自重     | 32.1t                                        | 39.6t         | 38.9t         | 38.3t         | 36.4t         | 32.3t          |
| 車内設備 | 乗                                           | WC            | 販            |               | 車、VWC       | 乗             |
| 定員     | 56                                           | 60            | 56            | 68            | 52            | 60             |

|          | ←小田原方向新宿・北千住方向→ |               |               |               |
| 車号     | 7                            | 8             | 9             | 10            |
| 形式     | クハ60050 Tc                 | デハ60000 M   | デハ60000 M   | クハ60050 Tc  |
| 区分     | 60150 (Tc2')                 | 60100 (M2)    | 60000 (M1)    | 60050 (Tc1)   |
| 車輛番号 | 60151 ∥ 60152                | 60101 ∥ 60102 | 60001 ∥ 60002 | 60051 ∥ 60052 |
| 搭載機器 | CP                           | VVVF,PT       | SIV,PT        | CP,ATC        |
| 自重     | 33.1t                        | 38.8t         | 38.5t         | 31.8t         |
| 車内設備 | 乗                           | 車、VWC       | 販            | 乗            |
| 定員     | 60                           | 54            | 56            | 56            |

範例
- CONT：主制御器（1C4M2群）
- SIV：補助電源装置（靜止型逆變器）260kVA
- CP：空氣壓縮機
- 乗：乗務員室、車：指定座位席、販：商店 · 自動販賣機
- WC：洗手間 · 化妝室、VMC：殘疾人洗手間 · 化妝室

## 運用
- 工作日：早晨高峰時小田原線本厚木站至千代田線北千住站開行一班「Metro相模」，傍晚高峰時開行一班「Metro Homeway」，自北千住開往多摩線唐木田站及大手町站至本厚木的兩班列車，共開行4班。
- 週六・休息日：早晚與北千住站 - 本厚木站之間開行上行「Metro相模」（80号）、下行「Metro Homeway」（43号）1往返運行之外，北千住站 - 箱根登山線箱根湯本站之間有「Metro箱根」2往返（21 - 24号），合計3往返運行。

直通東京地下鐵的羅曼史號均在代代木上原站停車進行乘員換班，但不接受旅客上下車。
此外由於東京地下鐵千代田線內並無可待避車站，因而無法超越前面運行的列車，運行速度較主線慢，表定速度約為40km/h
- 直通JR東海御殿場線的特急富士山號(原為朝霞號)

※当初は平日夕方ラッシュ時に千代田線湯島站から町田・相模大野方面へ直通運転し、土曜・休日は新宿站 - 箱根湯本站間を運転する予定としていたが、上記のように変更された。

## 外部連結
新聞發表
- 小田急電鉄プレスリリース 2005年5月17日：小田急ロマンスカー千代田線乗り入れ
- 東京地下鉄ニュースリリース 2005年5月17日：小田急ロマンスカー千代田線乗り入れ
- 小田急電鉄プレスリリース 2007年10月19日：特急ロマンスカーの東京メトロ線への直通運転計画についてPDF
- 東京地下鉄ニュースリリース 2007年10月19日：特急ロマンスカーの東京メトロ線への直通運転計画について
- 小田急電鉄プレスリリース 2007年12月20日：2008年3月15日（土）から東京メトロ線への直通運転を開始するロマンスカー・MSEに「AED（自動対外式除細動器）」を設置しますPDF
- 小田急電鉄プレスリリース 2007年12月20日：2008年3月15日（土）からロマンスカー・MSEによる東京メトロ線への直通運転を開始しますPDF

製造公司
- 日本車輌製造 受注情報
- 日本車輛製造：小田急電鉄60000形特急電車「MSE」 （页面存档备份，存于）
- 小田急電鉄株式会社 新型「小田急ロマンスカー・MSE（60000形）」用 アルミ製インアームテーブル付車両用シートを納入 - 岡村製作所ニュースリリース 2008年4月24日 （页面存档备份，存于）

其他
- ROMANCECAR MSE（小田急電鉄ホームページ内）
- 小田急電鉄プレスリリース 2006年9月20日：MSE製造計画発表PDF
- RM編集長敬白アーカイブ 新型ロマンスカー・MSEを発表! （页面存档备份，存于）
- RM編集長敬白アーカイブ 小田急新型ロマンスカーMSEを公開。（上） （页面存档备份，存于）
- RM編集長敬白アーカイブ 小田急新型ロマンスカーMSEを公開。（下） （页面存档备份，存于）